# Theodoricus Monachus
Theodoricus monachus  était un moine bénédictin norvégien du XIIe siècle vivant à l'abbaye de Nidarholm. 

## Vie
Theodoricus est une latinisation du nom Þórir (proche de Tjodrek ou Tore); et Monachus, dans le contexte du pays et de l'époque, désigne spécifiquement un moine bénédictin. 
Theodoricus avait très probablement été élève dans une école monastique ou une école de cathédrale, et n'aurait pas eu besoin de voyager à l'étranger pour acquérir son savoir. Lucie Malbos situe cet établissement à l'abbaye Saint-Victor de Paris d'où il aurait principalement puisé ses connaissances dans la bibliothèque. On sait qu'il a voyagé jusqu'à Bergen. De sa façon d'écrire on peut déduire qu'il connaissait un cercle de gens sachant le latin et suffisamment versés en politique pour apprécier les anecdotes dont il émaillait ses écrits. Il avait tout aussi probablement lu Paul Diacre, Sigebert de Gembloux et Hugues de Saint-Victor. Il dit lui-même avoir lu l''Histoire de la Norvège de Sæmundr Sigfússon.
On ne dispose pas d'informations plus précises sur sa vie.

## Œuvre
Il a écrit une histoire des rois de Norvège en latin, la Historica de Antiquitate Regum Norwagiensium, qu'il a fini et présentée à Eystein Erlendsson, archevêque de Nidaross (Trondheim), entre 1177 et 1188. Cette œuvre est dédiée à cet archevêque et couvre l'histoire de la Norvège entre le règne d'Harald Ier vers le milieu du IXe siècle, et la mort de Sigurd Ier en 1130. Il s'est arrêté à cette date parce que, dit-il, "il est préférable de se taire à propos des actes répugnants des années qui suivent" et que l'Histoire a retenus sous le nom de guerre civile de Norvège. Cependant il fait aussi des digressions à cette règle qu'il s'est imposée, en mentionne Eysteinn Mela, non pas son archevêque du même nom mais le meurtrier de Nicolas Sigurðarson, comme étant déjà décédé - ce qui n'est arrivé qu'en janvier 1177. Il a probablement terminé son livre peu après cette date. 
L'œuvre de Theodoricus est l'une des histoires synoptiques de la Norvège et la saga des rois la plus ancienne qui nous soit parvenue. On peut considérer ce livre comme la première histoire écrite des rois de Norvège, puisque les précédents écrits sur le sujet se limitaient pratiquement à une chronologie des rois, le récit d'événement y étant des plus limités. Les autres écrits connus sont l'Historia Norwegiae et Ágrip af Nóregskonungasögum. Theodoricus s'est basé principalement sur des sources islandaises, en incluant peut-être la Première saga de Saint Olaf et la Saga d'Olaf Tryggvason écrite par Oddr Snorrason et qui ne doit pas être confondue avec la saga du même nom écrite plus tard par Snorri Sturluson.
En 2000, le chercheur de l'Université de Bergen Lars Boje Mortensen a publié un article où il utilise notamment l'Historica de Antiquitate Regum Norwagiensium pour montrer le début des relations entre la Norvège et le Nord de la France.
Il est souvent suggéré que l'auteur de Historica de Antiquitate Regum Norwagiensium serait ou bien Þórir, évêque de Hamar de 1189/90 à 1196, ou encore Þórir Guðmundarson, archevêque de Niðaróss de 1206 à 1214. Mais ces deux prélats étaient des augustins, et n'auraient alors pas été appelés Þórir munkr mais Þórir kanóki.

## Pour approfondir

### Sources
- (en) Boje Mortensen, Lars. « The Anchin manuscript of Passio Olaui (Douai 295), William of Jumièges, and Theodoricus Monachus, new evidence for intellectual relations between Norway and France in the 12th century », pp.  165-189, paru dans Symbolae Osloenses, 2000.